# Temnaspis nigroplagiata
Temnaspis nigroplagiata is een keversoort uit de familie halstandhaantjes (Megalopodidae). De wetenschappelijke naam van de soort werd in 1892 gepubliceerd door Martin Jacoby.